# Lepus corsicanus
A Lebre-italiana ou lebre-da-Córsega (Lepus corsicanus) é um leporídeo encontrado no sul da Itália e na ilha da Sicília, foi introduzida na Córsega no século XVI.